# François Nooujaar
Franciscus Jacobus Hieronimus (Frans of François) Nooujaar (Antwerpen, 26 juni 1862 - onbekend) was een Belgisch voetballer, wielrenner en atleet. Als atleet was hij gespecialiseerd in de middellange afstand. Hij veroverde één Belgische titel.

## Biografie

### Wielrennen
Nooujaar sloot zich in 1882 aan bij dat jaar opgerichte Antwerp Bicycle Club. In 1883 nam hij deel aan het kampioenschap van Antwerpen. De fietsen hadden toen nog een groot en een klein wiel. Later werd hij secretaris van Véloce Club Anversois, dat in 1890 zijn naam veranderde in Safety Club Anversois.

### Atletiek
Nooujaar was eerst aangesloten bij Sport Pédestre d’Anvers. Toen die club verdween, verhuisde hij naar Antwerp Athletic Club. Deze club organiseerde in 1889 het eerste Belgische kampioenschap op de mijl, een wedstrijd gewonnen door Nooujaar. Later was hij ook nog actief bij Antwerp Running Club.

### Voetbal
Nooujaar kwam bij Antwerp Athletic Club voor het eerst in aanraking met het voetbal. Later heeft hij ook een tijdje bij Antwerp FC gespeeld.

## Belgische kampioenschappen
Atletiek
| onderdeel | jaar |
| --------- | ---- |
| 1 mijl    | 1889 |

## Palmares

### Atletiek
1 mijl
- 1889:  BK AC - 4.47,8

### Wielrennen
- 1883:  Kampioenschap van Antwerpen